# Alexander Christie
Alexander Christie (* 28. Mai 1848 in Highgate, Vermont; † 6. April 1925) war ein US-amerikanischer Geistlicher.
Christie wurde am 22. Dezember 1877 zum Priester für das Bistum Saint Paul geweiht.
Papst Leo XIII. ernannte ihn am 26. März 1898 zum Bischof von Vancouver Island. John Ireland, Erzbischof von Saint Paul spendet ihn am 29. Juni 1898 die Bischofsweihe. Mitkonsekratoren waren Jean-Baptiste Brondel, Bischof von Helena, und John Shanley, Bischof von Fargo.
Am 4. März 1899 wurde er zum Erzbischof von Oregon City ernannt. Am 15. Juni 1899 wurde er installiert.